# Mogol (parolier)
Pour les articles homonymes, voir Mogol.
Mogol, (prononcé : [moˈɡɔl]) ; né Giulio Rapetti le 17 août 1936 à Milan) est un parolier et producteur italien. Il est surtout connu pour ses collaborations avec Lucio Battisti, Gianni Bella, Adriano Celentano, Bobby Solo et  Mango.

## Biographie
Mogol est né à Milan le 17 août 1936. Son père, Mariano Rapetti, a été directeur du label Ricordi et avait été en son temps un parolier des années 1950. Giulio, également employé par Ricordi dans les relations publiques, a commencé sa carrière en tant que parolier.
Ses premiers succès ont été Il cielo in una stanza (it), mis en musique par Gino Paoli et chanté par Mina ; Al di là, un morceau qui a remporté en 1961 le Festival de Sanremo, interprété par Luciano Tajoli et Betty Curtis ; en 1964 Una lacrima sul viso, de  Bobby Solo ; en 1961, Uno dei tanti  qui a été réécrite  en 1963 par Jerry Leiber et Mike Stoller pour Ben E. King et publié sous le titre I Who Have Nothing. En plus d'écrire  pour un grand nombre de chanteurs, Mogol traduit de nombreux hits étrangers, en particulier des bandes originales de films et des œuvres de Bob Dylan et David Bowie,.
En 1965, il rencontre Lucio Battisti, un jeune guitariste et compositeur du Latium. Mogol contribue au premier succès de Battisti 29 settembre, et a entrepris une carrière de producteur avec Sognando la California (traduction de California Dreamin' de The Mamas and the Papas) et Senza luce (traduction de A Whiter Shade of Pale de Procol Harum). En 1966, Mogol malgré une forte opposition fait entrer  Battisti à la Ricordi. Battisti, après un démarrage difficile devient l'un des artistes les plus importants dans le panorama de la musique italienne. Mogol quitte la Ricordi pour créer, avec Battisti, son propre label Numero Uno, qui attire de nombreux  auteurs-compositeurs-interprètes italiens. Mogol et Battisti ont écrit des chansons pour Bruno Lauzi, Patty Pravo et surtout Mina (1969-1970).
En 1980, Mogol rompt la relation artistique avec Battisti, et poursuit une carrière indépendante en tant que parolier avec le chanteur-auteur-compositeur Richard Cocciante, avec qui il a écrit les textes pour certains albums à succès comme Cervo a Primavera, puis avec   Mango, co-écrivant des chansons comme Oro, Nella mia città, Come Monna Lisa et Mediterraneo. Mogol a aussi collaboré entre-autres avec Adriano Celentano, Gianni Bella et Gianni Morandi. 
En 1992, il fonde en Ombrie le Centre européen de Toscolano (CET), une école de culture et de musique pour la formation de jeunes auteurs et compositeurs, dont il est président et professeur.
Depuis 2018, il est président de la Société italienne des auteurs et éditeurs (SIAE).

## Distinctions
- Commandeur de l'Ordre du Mérite de la République italienne le 19 janvier 2016[5].

## Discographie

### Album studio
- 2009 : MogolAudio2

### Singles
- 1969 : L'immensità